# 邦热苏斯杜斯佩尔多埃斯
邦热苏斯杜斯佩尔多埃斯是巴西圣保罗州的一个市镇。总面积108.513平方公里，总人口16211人，人口密度149.4人/平方公里。